# Jörg Siebert
Jörg Siebert (født 2. april 1944 i Wetzlar) er en tysk tidligere roer og olympisk guldvinder.
Siebert roede for RG Wetzlar 1888 og kom med i den vesttyske otter i 1967. Denne båd havde haft stor succes nogle år og vandt EM-guld i 1967.
Vesttyskerne var derfor blandt favoritterne ved OL 1968 i Mexico City. De vandt da også deres indledende heat ganske sikkert, og i finalen var de igen hurtigst, da de vandt med næsten et sekund foran nummer to, Australien, og Sovjetunionen var yderligere godt et sekund efter på tredjepladsen. De vesttyske guldvindere var foruden Siebert Horst Meyer, Dirk Schreyer, Wolfgang Hottenrott, Egbert Hirschfelder, Lutz Ulbricht, Rüdiger Henning, Roland Böse (i finalen erstattet af Niko Ott) og styrmand Gunther Tiersch. For guldmedaljen blev otteren udnævnt som årets vesttyske hold, og de bar OL-flaget ind ved åbningsceremonien ved OL 1972 i München.
Siebert blev uddannet ingeniør og endte som direktør for Gelita AG, en gelatineproduktionsvirksomhed, der var verdensførende på sit område.

## OL-medaljer
- 1968:  Guld i otter